# Liste der Tiefbaugruben im Meuselwitz-Altenburger Braunkohlerevier
Diese Liste enthält die Braunkohle-Tiefbaugruben des Meuselwitz-Altenburger Braunkohlereviers.

## Liste
| Ort (heutige Zugehörigkeit)                  | Name der Tiefbaugrube                           | Betriebszeit         |
| -------------------------------------------- | ----------------------------------------------- | -------------------- |
| Meuselwitz                                   | Torfgrube                                       | 1672–1682/1780–1808  |
| Meuselwitz                                   | Kluge Nr. 3/Theresiengrube                      | ab 1840              |
| Meuselwitz                                   | Junghanns Nr. 5                                 | 1841–1880            |
| Meuselwitz                                   | Geißler Nr. 4                                   | 1843–1860/1850–1868  |
| Meuselwitz                                   | Bauer Nr. 2                                     | 1854–1875            |
| Meuselwitz                                   | Preußengrube Nr. 7                              | 1854–1917            |
| Meuselwitz                                   | Geidel                                          | ab 1858              |
| Meuselwitz                                   | Dietze Nr. 82                                   | 1865–1868            |
| Meuselwitz                                   | Carlschacht Nr. 8                               | 1865–1910            |
| Meuselwitz                                   | Pfeiffer Nr. 6                                  | 1866–1868            |
| Meuselwitz                                   | Schädlich Nr. 94                                | 1870–1873            |
| Meuselwitz                                   | Otto Nr. 97                                     | 1870–1928            |
| Meuselwitz                                   | Wilhelm Nr. 96                                  | 1871–1927            |
| Meuselwitz                                   | Alfred Nr. 98                                   | 1872–1896            |
| Zipsendorf (Ortsteil von Meuselwitz)         | Fürst Bismarck Nr. 138                          | 1893–1940            |
| Zipsendorf (Ortsteil von Meuselwitz)         | Schädegrube Nr. 148                             | 1901–1914            |
| Schnauderhainichen (Ortsteil von Meuselwitz) | Heureka Nr. 133                                 | 1901–1924            |
| Heukendorf (Ortsteil von Meuselwitz)         | Zum Fortschritt Nr. 1                           | 1858–1949            |
| Heukendorf (Ortsteil von Meuselwitz)         | Katharinengrube Nr. 105                         | 1872–1878            |
| Heukendorf (Ortsteil von Meuselwitz)         | Bruderzeche Nr. 111                             | 1872–1952            |
| Heukendorf (Ortsteil von Meuselwitz)         | Agnes Nr. 109                                   | 1872–1952            |
| Heukendorf (Ortsteil von Meuselwitz)         | Mariengrube Nr. 101                             | 1872–1957            |
| Neupoderschau (Ortsteil von Meuselwitz)      | Kiefernschacht Nr. 103                          | 1872–1935            |
| Kriebitzsch                                  | Ida Nr. 108                                     | 1872–1952            |
| Kriebitzsch                                  | Union Nr. 112                                   | 1872–1952            |
| Altpoderschau (Ortsteil von Kriebitzsch)     | Ernst Nr. 104                                   | 1871–1952            |
| Zechau (Ortsteil von Kriebitzsch)            | Baunack Nr. 83                                  | 1867–1876            |
| Zechau (Ortsteil von Kriebitzsch)            | Gertrud Nr. 131                                 | 1899–1959            |
| Zechau (Ortsteil von Kriebitzsch)            | Eugen Nr. 132                                   | 1900–1960            |
| Rositz und Ortsteile                         | Altenburger Kohlenwerke Nr. 19, 20, 22          | 1865–1958            |
| Rositz und Ortsteile                         | Rositzer Kohlenwerke Nr. 113                    | 1865–1958            |
| Rositz und Ortsteile                         | Germania Nr. 16                                 | 1874–1912            |
| Rositz und Ortsteile                         | Neu-Rositz Nr. 145                              | 1917–1942            |
| Rositz und Ortsteile                         | Anna Nr. 21                                     | 1867–1877            |
| Lödla und Ortsteile                          | von Pöllnitz Nr. 27                             | 1866–1902            |
| Lödla und Ortsteile                          | Herzog Ernst Nr. 139                            | 1906–1942            |
| Lödla und Ortsteile                          | Erfurt Nr. 136b (Notkohlengrube)                | 1947–1952            |
| Lödla und Ortsteile                          | Nr. 29 bei Lödla                                | 1871–1887            |
| Lödla und Ortsteile                          | Nr. 116 bei Lödla                               | 1878–1888            |
| Altenburg                                    | Lorenzsche Grube                                | 1739–1743            |
| Altenburg                                    | Haackesche/Thrumsche Grube, Nr. 106             | 1823–1861/1872–1884  |
| Altenburg                                    | Schadewitzsche Grube                            | 1850–1860            |
| Altenburg                                    | Steudemannsche Grube, Nr. 40–43, (Notkohlengr.) | 1850–1926, 1946–1957 |
| Spora (Ortschaft von Elsteraue)              | Prehlitzgrube Nr. 135                           | 1867–1928            |
| Spora (Ortschaft von Elsteraue)              | Vereinsglück Nr. 9 und 85                       | 1842–1928            |
| Spora (Ortschaft von Elsteraue)              | Leonhard II                                     | 1897–1927            |